# 偉士比級護衛艦
偉士比級是瑞典考庫姆公司繼斯德哥爾摩級後所開發新型護衛艦，首艦偉士比號以哥特蘭島的大城市命名，由瑞典國防部設計，之後交由Kockums AB 船場進行建造和測試，本艦作為將匿蹤和網路中心戰概念結合的軍艦而受到廣泛的國際關注。
船殼採用三明治式設計，中心是PVC層外加碳纖維和乙烯基合板，並且用斜角設計反射雷達波。前端57 mm艦砲可以收入砲塔以降低雷達偵測率。

## 歷史
本艦許多設計概念和經驗來自Smyge號實驗船。本艦原本規劃成兩種專業艦型用於水面戰和獵潛，後來取消此設計改為統一規格。原本還設計有搭載直升機艙但是太過於擁擠只好取消。然而新型的海軍直升機Hkp15B（Agusta A109）還是被改成適合原本計畫中的機棚大小。
偉士比號服役時只有艦砲可以用，魚雷的測試直到2008年才完成。
原本計畫建造的其中一艘HMS Udevalla號後來被取消建造，所以為它而購買的全套電戰設備現在改為建造模擬訓練器之用。
PTK Visby是專為測試本級艦編成的臨時艦隊，2008年初已有赫爾辛堡號（HMS Helsingborg）和尼雪平號（HMS Nyköping）兩艘艦編入，這個小艦隊雖然名義上在第三艦隊下但是直接受國防部指揮。目前受限於本艦的先進性和預算限制，測試進度非常緩慢。

## 同型艦
| 編號 | 船名                    | 開工      | 下水       | 服役       | 艦隊        | 現狀                |
| ---- | ----------------------- | --------- | ---------- | ---------- | ----------- | ------------------- |
| K31  | 偉士比（Visby）         | 1995/2/17 | 2000/6/8   | 2002/9/16  | 第3作戰艦隊 | 在PTK Visby測試艦隊 |
| K32  | 赫爾辛堡（Helsingborg） |           | 2003/6/27  | 2009/12/16 | 第3作戰艦隊 | 在PTK Visby測試艦隊 |
| K33  | 海訥桑德（Härnösand）   |           | 2004/12/16 | 2009/12/16 | 第3作戰艦隊 | 在PTK Visby測試艦隊 |
| K34  | 尼雪平（Nyköping）      |           | 2005/8/18  | 2015/9/16  | 第3作戰艦隊 | 在PTK Visby測試艦隊 |
| K35  | 卡爾斯塔德（Karlstad）  |           | 2006/8/24  | 2015/9/16  | 第3作戰艦隊 | 在PTK Visby測試艦隊 |
| K36  | 烏德瓦拉（Udevalla）    | 取消      |            |            | 第3作戰艦隊 | 取消                |

## 圖集

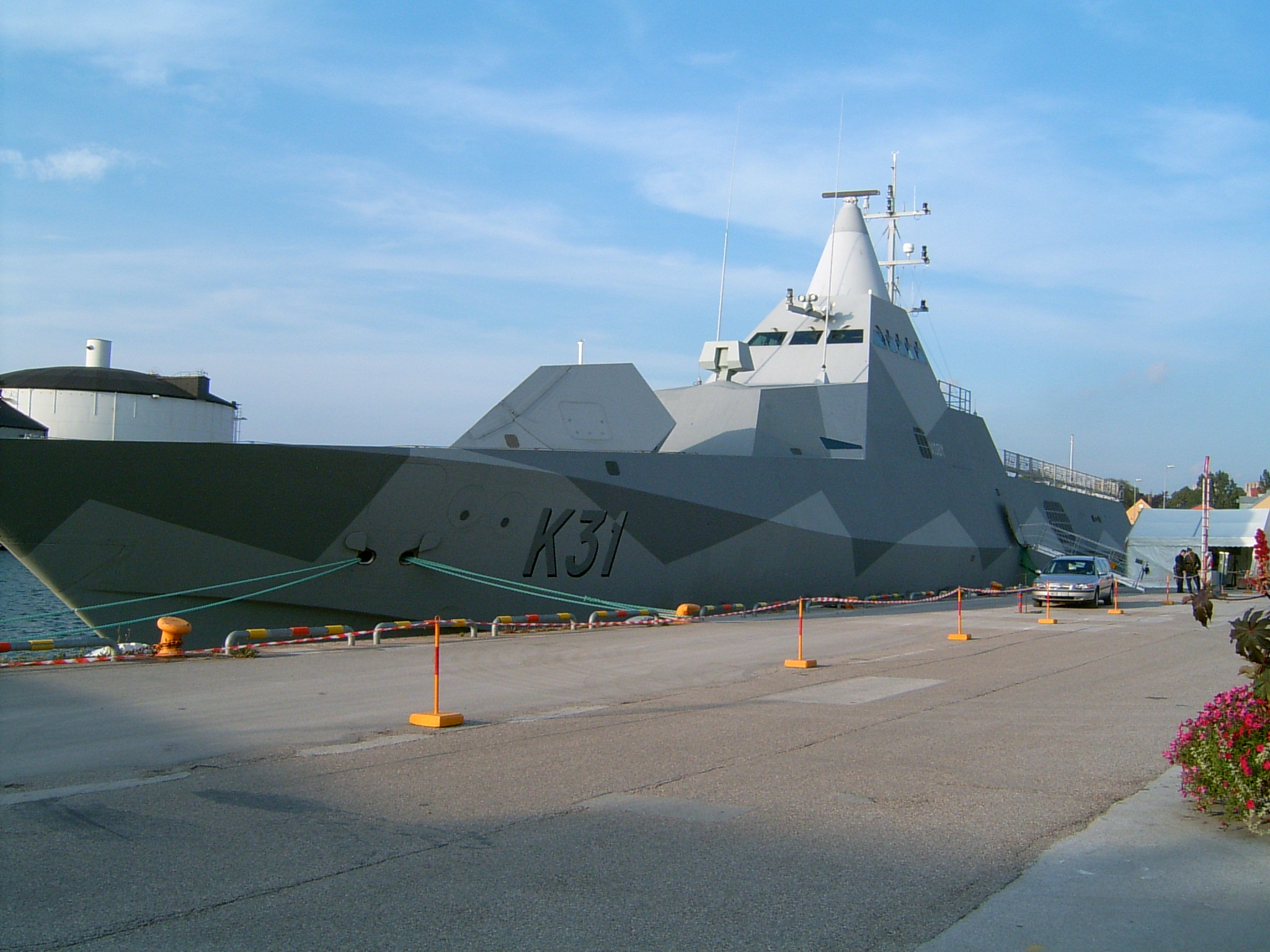
偉士比號.
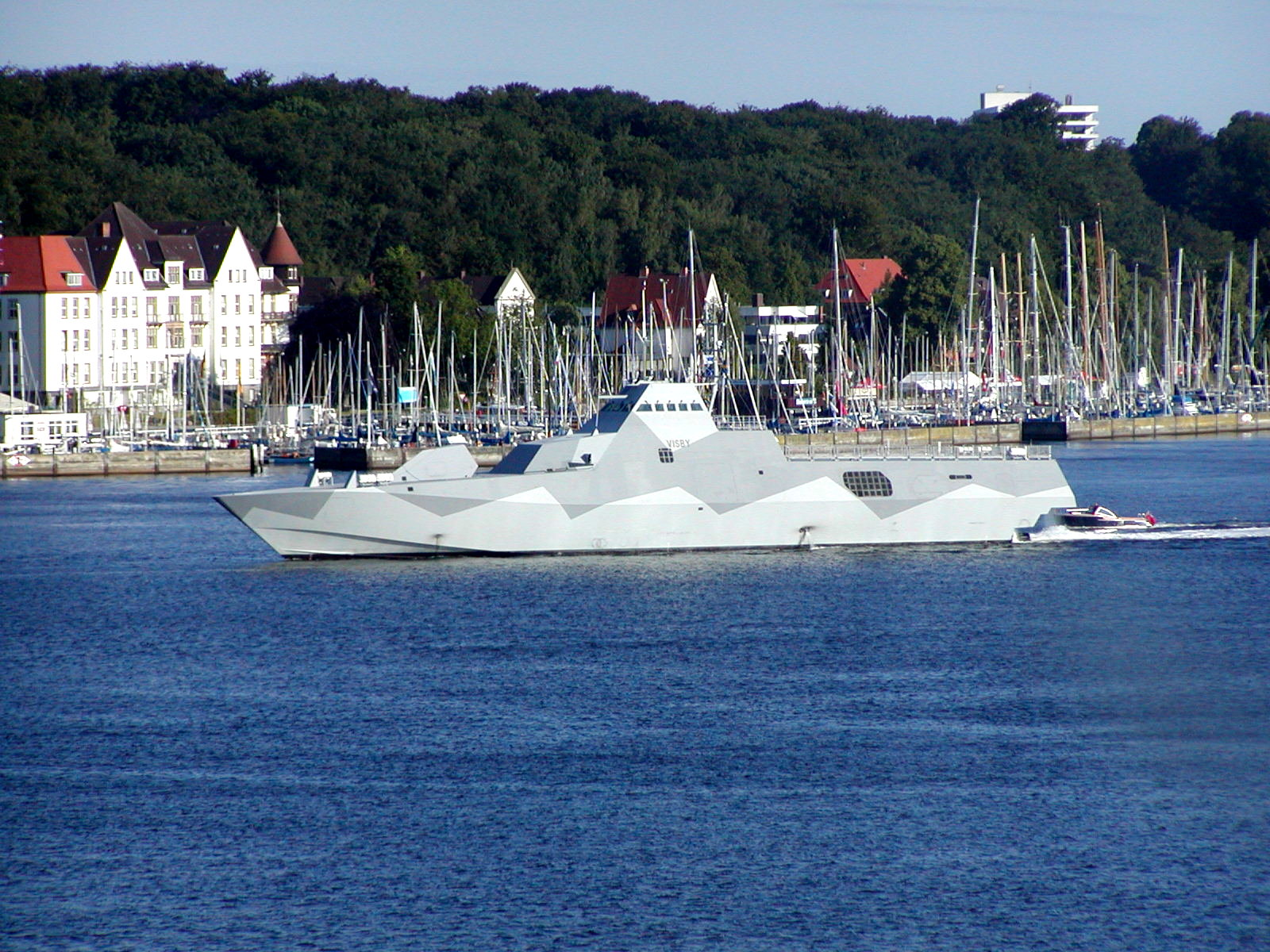
偉士比號2002年進港.
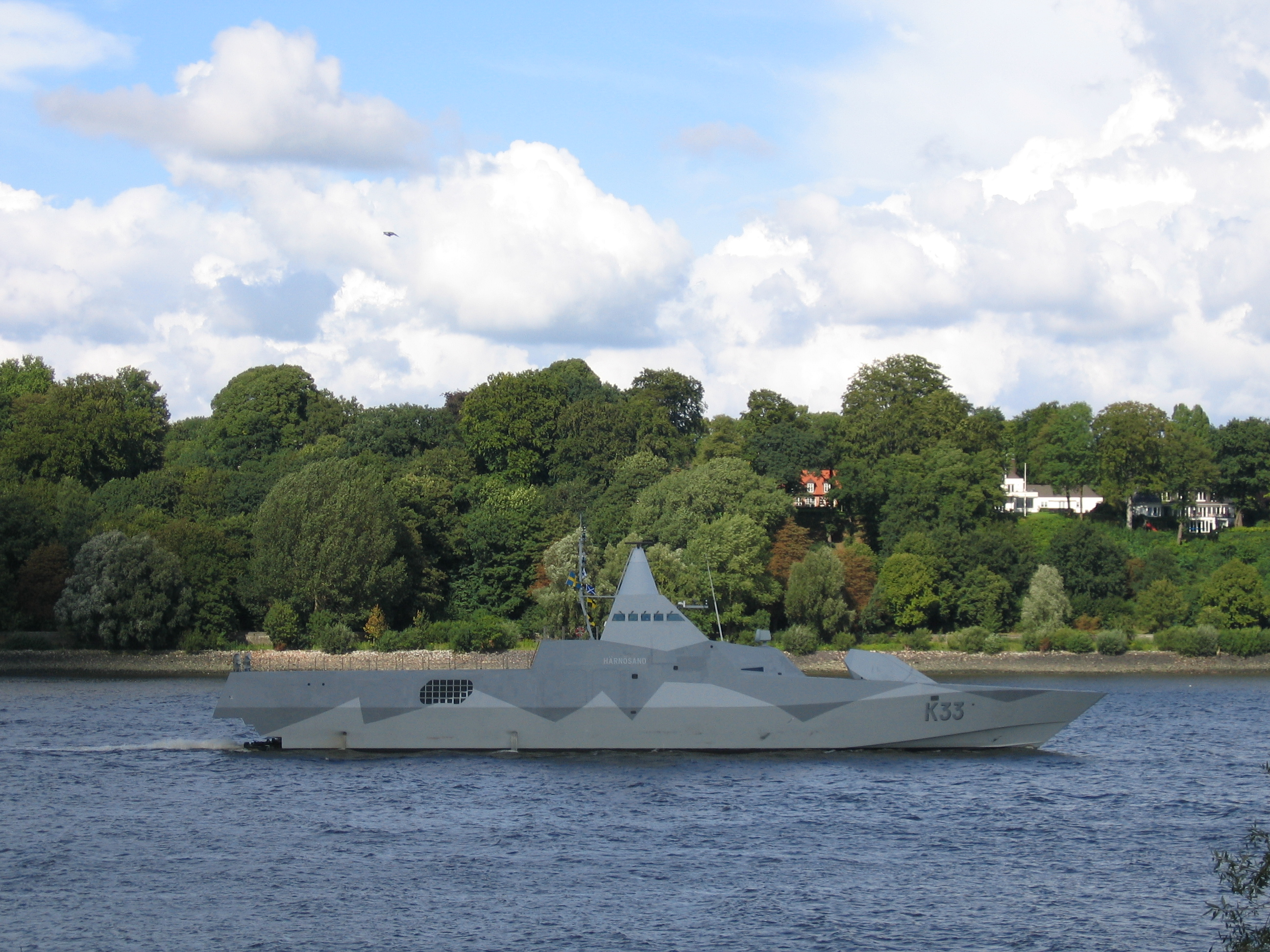
海讷桑德號於漢堡港.

## 外部連結
- BBC article（页面存档备份，存于）
- FMV - Official homepage
- Kockums - Official homepage
- Swedish navy page on the Visby trials